# 牛場清次郎

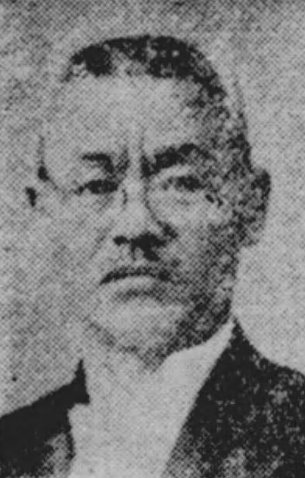
牛場清次郎

牛場 清次郎（うしば せいじろう、1880年（明治13年）3月5日 - 1938年（昭和13年）11月21日）は、日本の衆議院議員（立憲民政党）。ジャーナリスト。

## 経歴
三重県度会郡浜郷村（現在の伊勢市）出身。1901年（明治34年）、東京専門学校（現在の早稲田大学）邦語政治科を卒業。『神戸又新日報』記者、『柏崎日報』主筆を経て、雑誌『実業倶楽部』を発刊・経営した。
三重県会議員を務めた後、1930年（昭和5年）の第17回衆議院議員総選挙に出馬し、当選を果たした。